# Szent Istvánnal Egyesült Magyar Társulat
Szent Istvánnal Egyesült Magyar Társulat – Bukarestben alakult, 1921-ben, a tekintélyes múltú Bukaresti Magyar Társulat és a Szent István Király Egyesület egybeolvadásával, azzal a céllal, hogy az első világháború eseményei során szétzilált bukaresti magyarságot a megmaradás érdekében összefogja. 

## Története
Kezdeményezői a két társulat elnökei, Szabó István és Ferencz Antal, valamint Szász István református és Tokai Gyula római katolikus felekezeti tanítók. Létrejöttekor tekintélyes ingó és ingatlan vagyonnal, értékpapírokkal, bankbetétekkel rendelkezett (Zalomit utca 6. szám alatti székházában díszterem, könyvtár, olvasóterem, vendéglő, klubterem állt a tagok rendelkezésére). Tagjainak száma 1434 volt, zömében még az első világháború előtt Bukarestbe telepedett magyar iparos. Tagja lehetett minden 15 évet betöltött bukaresti lakos, aki pedig a 21. évet betöltötte, szavazati joggal rendelkezett (tehát nők és nem magyar nemzetiségűek is), ugyanakkor előírták, hogy papok, lelkészek tényleges tagok nem lehetnek (ezt a megkötést az magyarázza, hogy meg akarták óvni magukat a Bukaresti Magyar Társulatban a század elején kirobbant református–katolikus ellentéttől).
Bár az alapszabályzatban a Szent Istvánnal Egyesült Magyar Társulat  „önsegélyező” egyletként határozta meg magát, megfogalmazott céljai között közművelődési tevékenység (felolvasások, kulturális rendezvények, zenés estek) is szerepelt. Jogi személyiségének hivatalos elismertetése után sikerült feloldatnia vagyonát a háborús zárlat alól, majd – a tevékenységének homlokterében álló önsegélyezés, jótékonykodás mellett – beindult székházában a közművelődési munka is. 1929-ben felújították a dísztermet, itt mutatta be előadásait a rövid életű Bukaresti Magyar Színház, itt léptek közönség elé a román fővárosban vendégszereplő erdélyi magyar színésztruppok. A társulat vezetőségében uralkodó felfogás azonban nem kedvezett a magyar szellemiségű közművelődési munkának: az 1920 után Bukarestbe telepedetteket csak a művelődési alosztályba voltak hajlandók felvenni, szavazati jog nélkül, s nem látták szívesen az értelmiségieket sem. Amikor a Társulat 75 éves jubileumát ünnepelte (1932. október 29–30.), Szász István elnök-titkár kénytelen volt megállapítani jelentésében, hogy a dicséretre érdemes jótékonysági és önsegélyező tevékenység mellett a kulturális célkitűzések teljesen háttérbe szorultak. Elődei hagyományát nem tudta igazán továbbvinni, ennélfogva szerepe és hatása csökkent a Bukarestet tartósabban vagy rövidebb időre életteréül választó magyarság körében. A dísztermet egy mozivállalkozó bérelte ki, a házban időnként olcsó szórakozást kínáló „művészcsoportok” mutatták be produkcióikat. Azontúl játszótermi időtöltésről, duhajkodásoktól elhíresült bálokról, a ház előtti cselédkorzóról volt ismert a bukaresti „magyar ház”.
Az 1940. évi bécsi döntés után a bukaresti magyarság  nagy része is átmenekült Észak-Erdélybe. Ez is oka volt annak, hogy bár sikerült túlélni a viszontagságokat, a háborús évek alatt a társulati élet elsorvadt. A háború befejezése után még néhány évig talpon maradt az egyesület, sorsáról azonban bizonytalanok az értesülések. Székháza 1947-ben a Magyar Népi Szövetség bukaresti szervezetének kezelésébe került, irattárának, jegyzőkönyveinek, értesítőinek közben nyoma veszett. Az egyesületek 1950-ben bekövetkezett államosításával aztán a székházat az állam vette birtokába. A megviselt állapotú épületet Petru Groza miniszterelnök utasítására kiutalt pénzből felújították, új, emeletes szárnnyal bővítették, s kerületi kultúrházzá alakították, amely  román és magyar nyelvű programmal működött, 1970-től Petőfi Sándor Művelődési Ház elnevezéssel. Jelenleg a Bukaresti Petőfi Művelődési Társaság tulajdona, amely a Szent Istvánnal Egyesült Magyar Társulat jogutódjának vallja magát.